# Ramón Santos
Ramón Santos Martínez (Madrid, 3 de junio de 1955) es un diplomático español y embajador de España en Venezuela (2022-2024).

## Biografía
Licenciado en Derecho, en Ciencias Políticas y en Sociología. Ingresó en 1986 en la carrera diplomática. Estuvo destinado en las representaciones diplomáticas españolas en Ecuador, Estados Unidos y ante la Unión Europea. Fue subdirector general de Cooperación con México, América Central y el Caribe, jefe y asesor del gabinete técnico de la Agencia Española de Cooperación Internacional y vocal asesor para Asuntos Interamericanos. Fue subdirector general de Países de la Comunidad Andina (2006-2008); y embajador español en Panamá (2015-2019).
El 22 de octubre de 2021 fue nombrado encargado de negocios de España en Venezuela y en diciembre de 2022 fue elevado a la categoría de embajador.
El 13 de septimebre de 2024, Santos compadeció ante Yván Gil, ministro de Asuntos Exteriores de Venezuela, en la sede del Ministerio del Poder Popular para las Relaciones Exteriores. El motivo fueron las declaraciones de Margarita Robles, ministra española de Defensa en las que envió un «recuerdo a los hombres y mujeres de Venezuela que han tenido que salir de su país, precisamente por la dictadura que viven», en clara alusión al régimen político de Nicolás Maduro.